# 이청연
이청연(李淸淵, 1954년 5월 25일 ~ )은 대한민국의 교육인, 정치인이다. 제13대 인천광역시교육감이다.

## 생애
1954년 5월 25일 충청남도 예산군에서 태어났다. 광시국민학교, 홍성중학교, 홍성고등학교를 졸업했다. 경인교육대학교(당시 인천교육대학교) 초등교육과를 12회로 졸업했다. 인천광역시에 있는 여러 초등학교에서 현직 교사 생활을 25년 7개월 동안 했다. 전국교직원노동조합에서 활동했다. 2006년 제4회지방선거에서 인천광역시 교육위원에 당선되었다. 2010년 대한민국 제5회지방선거 인천교육감 선거에서 낙선했다. 2014년 대한민국 제6회지방선거 인천광역시 교육감 선거에서 당선됐다. 2017년 2월 9일 1심에서 뇌물수수 수수 혐의로 법정구속되었는데 항소심에서 무죄를 주장하며 억울함을 호소하고 있다. 2017년 12월 7일 금품수수 혐의로 대법원 상고심에서 징역 6년이 확정 선고되어 교육감직을 상실하였다. 2017년 2월 9일 인천지방법원에서 열린 1심에서 징역6년의 실형과 법정구속을 당하여 인천구치소에 수감되었으나 2017년 3월 안양교도소로 재이송되어 안양교도소에서 지내다 2017년 12월 7일 대법원에서 징역 6년의 실형을 확정하여 서울남부구치소로 이송해 서울남부구치소에서 복역하다 여주교도소로 재이송되어 복역하다 현재 서울남부교도소에서 수감생활 중이다.

## 국정화 교과서 반대시위
2015년 11월 2일 오전 이재정 경기도 교육감과 한국사 교과서 국정화 추진 중단을 요구하는 청와대 앞 1인 시위에 나섰다. 박근혜 정부가 ‘올바른 역사 교과서’라는 이름으로 국정화를 추진하고 있는 것을 비판했다. 이 자리에서 “올바름을 국가권력이 결정해줄 수 없다. 올바른 역사관을 갖기 위해서는 다양한 역사관을 수용해야 한다”고 입장을 밝혔다. 이에 새누리당 소속 제갈원영 의원은 이청연 교육감의 행동에 대해 '해서는 안 될 일'이라며 비판적 입장을 보였다.

## 역대 선거 결과
|  | 25.09% |

|  | 31.89% |

| 전임 나근형 | 제13대 인천광역시교육감 2014년 7월 1일 ~ 2017년 12월 7일 | 후임 (권한대행)박융수 도성훈 |